# Chorthippus deqinensis
Chorthippus deqinensis är en insektsart som beskrevs av Liu, Jupeng 1984. Chorthippus deqinensis ingår i släktet Chorthippus och familjen gräshoppor. Inga underarter finns listade i Catalogue of Life.